# Jetline International
Jetline International of Sin-Sad is een luchtvaartmaatschappij uit Equatoriaal-Guinea met haar thuisbasis in Malabo. Zij opereert voornamelijk vanuit Tripoli in Libië en Ras al-Khaimah in de Verenigde Arabische Emiraten.

## Geschiedenis
Jetline International is opgericht in 1999 en oorspronkelijk opgezet voor VIP-vluchten voor diverse Sahel-landen.

## Vloot
De vloot van Jetline International bestaat uit:(mei 2007)
- 1 Ilyushin IL-76TD
- 2 Ilyushin IL-62M